# 권영일 (1968년)
권영일(1968년 1월 16일 ~)은 OB 베어스의 전 야구 선수다.

## 출신 학교
- 부산고등학교
- 중앙대학교

## 같이 보기
- 1991년 OB 베어스 시즌
- 1992년 OB 베어스 시즌